# Behompy
Behompy är en ort i Madagaskar.   Den ligger i regionen Atsimo-Andrefanaregionen, i den sydvästra delen av landet, 600 km sydväst om huvudstaden Antananarivo. Behompy ligger 49 meter över havet och antalet invånare är 7 000.
Terrängen runt Behompy är platt söderut, men norrut är den kuperad. Behompy ligger nere i en dal. Runt Behompy är det ganska tätbefolkat, med 144 invånare per kvadratkilometer. Det finns inga andra samhällen i närheten. I omgivningarna runt Behompy växer i huvudsak lövfällande lövskog.